# Atletica leggera ai Giochi della XIV Olimpiade - 5000 metri piani

Video della Finale (film ufficiale dei Giochi)

La competizione dei 5000 metri piani maschili di atletica leggera ai Giochi della XIV Olimpiade si è disputata nei giorni 31 luglio e 2 agosto 1948 allo Stadio di Wembley a Londra.

## L'eccellenza mondiale
| Primatista mondiale   | 13'58"4 1942 | Gunder Hägg      | Squal.   |
| Campione europeo 1946 | 14'08"6      | Sydney Wooderson | Assente  |
| Primatista stagionale | 14'10"0      | Emil Zátopek     | Presente |

1. ↑  Colpito da una squalifica a vita per professionismo pochi mesi prima dei Giochi.
2. ↑  Fino al 29 luglio.

## La gara
Nella seconda batteria è battaglia tra lo svedese Ahlden ed il cecoslovacco Zatopek, fresco vincitore dei 10 000. Nonostante i due conducano nettamente, non si accontentano e sprintano fino alla fine. Vince Ahlden di soli due decimi. Dopo la conclusione delle batterie si qualificano tutti e tre gli atleti di Svezia, Finlandia e Paesi Bassi; il Belgio ne conta due, Cecoslovacchia, Stati Uniti e Norvegia partecipano con un rappresentante ciascuno.

In finale, gli occhi di tutti sono puntati sullo svedese e sul ceco. La gara si corre su ritmi molto elevati. Agli ultimi 150 metri il belga Reiff (14'14"2 di personale) lancia la volata e si presenta primo sul rettilineo finale. Zatopek negli ultimi metri cerca di raggiungerlo, ma viene beffato giungendo a due soli decimi dal belga. Entrambi vanno sotto il precedente record olimpico. Ahlden finisce solo quarto, a 11 secondi dalla medaglia d'oro.
Reiff passerà alla storia per essere stato il primo belga a vincere l'oro in atletica e per aver battuto il “mito” Emil Zatopek all'inizio della sua carriera.

Per la prima volta dopo quattro vittorie consecutive, la medaglia d'oro non è finlandese.

## Risultati

### Turni eliminatori
| 3 Batterie | 31 luglio | 33 iscritti    | Si qualificano i primi 4. |
| Finale     | 2 agosto  | 12 concorrenti |                           |

### Batterie
| Pos. | Atleta              | Nazione           | Tempo   |
| ---- | ------------------- | ----------------- | ------- |
| 1    | Evert Nyberg        | Svezia            | 14'58"2 |
| 2    | Väinö Koskela       | Finlandia         | 14'58"3 |
| 3    | Curt Stone          | Stati Uniti       | 14'58"6 |
| 4    | Marcel Vandewattyne | Belgio            | 15'14"0 |
| 5    | Jacques Vernier     | Francia           | 15'29"8 |
| 6    | Harry Nelson        | Nuova Zelanda     | 15'34"4 |
| 7    | Jef Lataster        | Paesi Bassi       | 15'39"0 |
| 8    | Jack Braughton      | Gran Bretagna     | n/d     |
| 9    | Clifford Salmond    | Canada            | 16'05"0 |
| 10   | Manny Ramjohn       | Trinidad e Tobago | n/d     |
| -    | Aage Poulsen        | Danimarca         | Rit.    |
| -    | John Joe Barry      | Irlanda           | Rit.    |

| Pos. | Atleta                 | Nazione            | Tempo   |
| ---- | ---------------------- | ------------------ | ------- |
| 1    | Erik Ahldén            | Svezia             | 14'34"2 |
| 2    | Emil Zátopek           | Cecoslovacchia     | 14'34"4 |
| 3    | Väinö Mäkelä           | Finlandia          | 14'45"8 |
| 4    | Martin Stokken         | Norvegia           | 15'04"4 |
| 5    | Maurice Pouzieux       | Francia            | 15'09"8 |
| 6    | Gregorio Rojo          | Spagna             | 15'19"0 |
| 7    | William Lucas          | Gran Bretagna      | n/d     |
| 8    | Luo Wenao              | Repubblica di Cina | n/d     |
| 9    | Vasilios Mavrapostolos | Grecia             | n/d     |
| 10   | Sim Bok-Seok           | Corea del Sud      | n/d     |
| -    | Mustafa Özcan          | Turchia            | Rit.    |
| -    | Clarence Robison       | Stati Uniti        | Rit.    |

| Pos. | Atleta            | Nazione       | Tempo   |
| ---- | ----------------- | ------------- | ------- |
| 1    | Willem Slijkhuis  | Paesi Bassi   | 15'06"8 |
| 2    | Gaston Reiff      | Belgio        | 15'07"0 |
| 3    | Bertil Albertsson | Svezia        | 15'07"8 |
| 4    | Helge Perälä      | Finlandia     | 15'07"8 |
| 5    | Jerald Thompson   | Stati Uniti   | 15'08"4 |
| 6    | Alain Mimoun      | Francia       | 15'11"2 |
| 7    | Alexander Olney   | Gran Bretagna | n/d     |
| 8    | Martín Alarcón    | Messico       | n/d     |
| 9    | Ernst Günther     | Svizzera      | n/d     |

### Finale
| Pos.    | Atleta              | Età | Nazione        | Tempo   |
| ------- | ------------------- | --- | -------------- | ------- |
| Oro     | Gaston Reiff        | 27  | Belgio         | 14'17"6 |
| Argento | Emil Zátopek        | 25  | Cecoslovacchia | 14'17"8 |
| Bronzo  | Willem Slijkhuis    | 25  | Paesi Bassi    | 14'26"8 |
| 4       | Erik Ahldén         | 24  | Svezia         | 14'28"6 |
| 5       | Bertil Albertsson   | 26  | Svezia         | 14'39"0 |
| 6       | Curt Stone          | 25  | Stati Uniti    | 14'39"4 |
| 7       | Väinö Koskela       | 27  | Finlandia      | 14'41"0 |
| 8       | Väinö Mäkelä        | 26  | Finlandia      | 14'43"0 |
| 9       | Marcel Vandewattyne | 24  | Belgio         | n/d     |
| 10      | Martin Stokken      | 25  | Norvegia       | n/d     |
| 11      | Helge Perälä        | 33  | Finlandia      | n/d     |
| -       | Evert Nyberg        | 23  | Svezia         | Rit.    |